# General Anaya (estación)
General Anaya es una de las estaciones que forman parte del Metro de la Ciudad de México, perteneciente a la Línea 2. Se ubica al sur de la Ciudad de México, en la alcaldía Coyoacán.

## Información general
Su nombre evoca la memoria del general Pedro María Anaya, defensor en 1847 de México ante la invasión estadounidense en el sitio del entonces Exconvento de Churubusco, hoy Museo Nacional de las Intervenciones. El ícono de la estación representa la figura en silueta del general Pedro María Anaya, quien en 1847, libró la Batalla de Churubusco en el exconvento localizado a 2 cuadras de la estación. Actualmente el exconvento aloja al Museo Nacional de las Intervenciones.  Al general Anaya se le atribuye la frase "...si hubiera parque usted no estaría aquí.", a propósito de que los militares estadounidenses le pidieron que entregaran las municiones y el armamento.

### Afluencia
En 2014 la estación presentó una afluencia promedio anual de 29.162 personas.
| Tipo de día   | Afluencia promedio |
| ------------- | ------------------ |
| Día laboral   | 32.798             |
| Fin de semana | 21.655             |
| Día festivo   | 14.099             |
| Total anual   | 29.162             |

La siguiente tabla muestra la afluencia de la estación en los últimos 10 años:
| Afluencia Anual de Pasajeros | Afluencia Anual de Pasajeros | Afluencia Anual de Pasajeros | Afluencia Anual de Pasajeros | Afluencia Anual de Pasajeros | Afluencia Anual de Pasajeros |
| ---------------------------- | ---------------------------- | ---------------------------- | ---------------------------- | ---------------------------- | ---------------------------- |
| Año                          | Afluencia                    | A Diario                     | Ranking                      | Incremento                   | Ref.                         |
| 2024                         | -                            | -                            | -                            | -                            |                              |
| 2023                         | 6,425,389                    | 17,603                       | 69°/187                      | +20.26%                      | [ 3 ]                        |
| 2022                         | 5,342,957                    | 14,638                       | 81°/175                      | +62.94%                      | [ 4 ]                        |
| 2021                         | 3,279,093                    | 8,983                        | 99°/195                      | -10.35%                      | [ 5 ]                        |
| 2020                         | 3,657,591                    | 9,993                        | 102°/195                     | -58.82%                      | [ 6 ]                        |
| 2019                         | 8,881,306                    | 24,332                       | 58°/195                      | -12.17%                      | [ 7 ]                        |
| 2018                         | 10,111,964                   | 27,704                       | 48°/195                      | -3.49%                       | [ 8 ]                        |
| 2017                         | 10,477,674                   | 28,705                       | 46°/195                      | -1.61%                       | [ 9 ]                        |
| 2016                         | 10,649,317                   | 29,096                       | 45°/195                      | -11.04%                      | [ 10 ]                       |
| 2015                         | 11,970,766                   | 32,796                       | 35°/195                      | -0.19%                       | [ 11 ]                       |

## Conectividad

### Salidas
- Calzada de Tlalpan entre calle Corredores y calle Nadadores, Colonia Churubusco Country Club.
- Calzada de Tlalpan entre calle 20 de Agosto y callejón General Anaya, Colonia San Diego Churubusco.

## Sitios de interés cercanos
- Escuela Nacional Preparatoria 6
- Parque Masayoshi Ohira
- Centro Nacional de las Artes
- Facultad de Música de la Universidad Nacional Autónoma de México
- Centro histórico de Coyoacán
- Museo Nacional de las Intervenciones